# Flora Japonica
Flora Japonica (abreviado Fl. Jap.) es un libro con ilustraciones y descripciones botánicas que fue escrito conjuntamente por Philipp Franz von Siebold y Zucc.. Fue editado en dos volúmenes en 1835 - 1870, con el nombre de Flora Japonica; sive, Plantae Quas in Imperio Japonico Collegit, Descripsit, ex Parte in Ipsis Locis Pingendas Curavit. Sectio Prima Continens Plantas Ornatui vel Usui Inservientes. Digessit J. G. Zuccarini. Lugduni Batavorum Leiden.
Siebold elaboró su Flora Japonica en colaboración con el botánico alemán Joseph Gerhard Zuccarini (1797-1848). La primera edición apareció en 1835. La versión completa, sin embargo, no aparecería hasta después de su muerte, terminada en 1870 por F.A.W. Miquel (1811-1871), director del Rijksherbarium en Leiden.